# Gemeine Tellerschnecke
Die Gemeine Tellerschnecke (Planorbis planorbis) ist eine Schneckenart aus der Familie der Planorbidae, die zur Unterordnung der Wasserlungenschnecken innerhalb der Lungenschnecken (Pulmonata) gerechnet wird.

## Merkmale
Das Gehäuse weist 5,5 bis 6 langsam zunehmende Windungen auf. Es ist bis 3,5 mm dick und bis 18 mm breit. Es ist fast planispiral, lediglich an der Unterseite etwas eingesenkt. Es ist braun und weist Anwachsstreifen auf. An der oberen Außenseite ist ein deutlicher Kiel ausgebildet.

## Fortpflanzung
Die Tiere sind Zwitter, Selbstbefruchtung kann jedoch vorkommen. Nach der Befruchtung legen die Tiere 8–10 Eikapseln mit je 3–30 Eiern ab, die sich in 11–14 Tagen entwickeln. Aus den Eiern schlüpfen fertige kleine Schnecken. Die Lebensdauer beträgt bis zu 4 Jahre.

## Lebensweise und Verbreitung
Die Art lebt in langsam fließenden, pflanzenreichen Gewässern, die jedoch einen schlammigen Grund haben sollten. Die Tiere leben dort im Uferbereich bis etwa 1 m Tiefe (siehe aber Artikel Planorbis!). Die Tiere kommen von West- bis Osteuropa vor. Sie fehlen in Südeuropa und reichen in Skandinavien bis Südnorwegen und Südschweden.
Die Gemeine Tellerschnecke ist erster Zwischenwirt des Saugwurms Posthodiplostomum cuticola, dessen Metazerkarien die Schwarzfleckenkrankheit der Fische auslösen.

## Ähnliche Arten
Die Art kann mit Planorbis carinatus verwechselt werden, wenn bei manchen Exemplaren der Kiel zur Mitte der Windung verschoben ist. Die Arten können jedoch im Zweifelsfall aufgrund anatomischer Merkmale (Geschlechtsorgane) unterschieden werden.

## Gefährdung
Die Art wird in Österreich als potenziell gefährdet eingestuft.